# Tunes 2011—2019
Tunes 2011—2019 — второй музыкальный сборник британского электронного музыканта Уильяма Эммануэля Бивена, более известного как Burial, вышедший 6 декабря 2019 года на лондонском лейбле Hyperdub в формате двух дисков и получивший высокие оценки музыкальных критиков. Представляет собой компиляцию композиций из семи различных мини-альбомов или синглов исполнителя, вышедших в 2011—2019 годах. Треки выполнены в стилях дабстеп, гэридж и эмбиент.
О выходе сборника было объявлено в конце октября 2019 года — тогда был анонсирован плейлист двух дисков.

## Список композиций
Слова и музыка всех песен — Burial.
| №                   | Название            | Взято из                         | Длительность |
| ------------------- | ------------------- | -------------------------------- | ------------ |
| 1.                  | «State Forest»      | Claustro / State Forest (2019)   | 8:03         |
| 2.                  | «Beachfires»        | Subtemple / Beachfires (2017)    | 9:53         |
| 3.                  | «Subtemple»         | Subtemple / Beachfires (2017)    | 7:25         |
| 4.                  | «Young Death»       | Young Death / Nightmarket (2016) | 5:51         |
| 5.                  | «Nightmarket»       | Young Death / Nightmarket (2016) | 7:28         |
| 6.                  | «Hiders»            | Rival Dealer (2013)              | 4:45         |
| 7.                  | «Come Down to Us»   | Rival Dealer (2013)              | 13:06        |
| 8.                  | «Claustro»          | Claustro / State Forest (2019)   | 5:44         |
| 9.                  | «Rival Dealer»      | Rival Dealer (2013)              | 10:43        |
| Общая длительность: | Общая длительность: | Общая длительность:              | 72:48        |

| №                   | Название            | Взято из                      | Длительность |
| ------------------- | ------------------- | ----------------------------- | ------------ |
| 1.                  | «Kindred»           | Kindred (2012)                | 11:29        |
| 2.                  | «Loner»             | Kindred (2012)                | 7:31         |
| 3.                  | «Ashtray Wasp»      | Kindred (2012)                | 11:47        |
| 4.                  | «Rough Sleeper»     | Truant / Rough Sleeper (2012) | 13:49        |
| 5.                  | «Truant»            | Truant / Rough Sleeper (2012) | 11:48        |
| 6.                  | «Street Halo»       | Street Halo (2011)            | 6:46         |
| 7.                  | «Stolen Dog»        | Street Halo (2011)            | 6:23         |
| 8.                  | «NYC»               | Street Halo (2011)            | 7:39         |
| Общая длительность: | Общая длительность: | Общая длительность:           | 76:51        |

## Приём

### Критика
| Совокупная оценка | Совокупная оценка |
| Источник          | Оценка            |
| ----------------- | ----------------- |
| Metacritic        | 96/100            |
| Оценки критиков   |                   |
| Источник          | Оценка            |
| AllMusic          | [ 3 ]             |
| Exclaim!          | 8/10              |
| The Guardian      | [ 5 ]             |
| The Irish Times   | [ 6 ]             |
| Mondo Sonoro      | 9/10              |
| The Observer      | [ 8 ]             |
| Pitchfork         | 9.0/10            |
| PopMatters        | 10/10             |
| Sputnikmusic      | 4.8/5             |
| Uncut             | 9/10              |

Сборник получил всеобщее признание критиков, набрав на агрегаторе рецензий Metacritic 96 баллов из 100 на основе 10 рецензий, тем самым являясь самым высоко оценённым из релизов Burial и Hyperdub на сайте, а также вторым в списке лучших альбомов в жанре электронной музыки (после Late Night Tales: David Holmes 2016 года) и третьим из числа переизданий, бокс-сетов и сборников 2019 года (после 1999: Super Deluxe Edition Принса и Abbey Road: 50th Anniversary Edition The Beatles); средняя оценка пользователей при этом составляет 8.6/10.
Распределение треков не в хронологическом порядке было принято многими изданиями в позитивном ключе. Род Уотерман из PopMatters отметил, что это заставляет слушателя думать о музыке «на протяжении значительного периода времени, а не просто реагировать на выход пары песен за раз и радоваться появлению новой музыки Burial. Сопоставление этих треков, причём в том порядке, который Бивен выбрал здесь, наводит на мысль о взаимосвязях и траекториях, которые раньше могли быть неочевидны. Кроме того, это говорит о том, что Burial ведёт очень долгую игру, с художественным и эмоциональным видением, которое даже более всеобъемлюще, чем мы могли себе представить». Сэм Ричардс из Uncut также отметил, что «сборник выстроен в последовательности для потока», что привело к появлению «некоторых неожиданных форм». Штатный рецензент сайта Sputnikmusic охарактеризовал альбом как «эпилог», добавив, что он «вселяет уровень вновь обретённой уверенности, принятия. Бивен, теперь уже снова Burial, чувствует себя как дома».
Другие высоко оценили содержание самой компиляции, а Габриэль Сатан из Pitchfork считает первую половину второго диска «вершиной танцевального материала Burial, действительно настолько хорошим, насколько это возможно». В своей рецензии на альбом Дэмиен Моррис из The Observer назвал его «сборником редкой смелости и красоты» и сравнил Burial с Бэнкси за его способность донести до публики «поэтические истины о прозаических вещах». Имон Суини из The Irish Times сделал аналогичное сравнение и написал, что сборник «представляет собой, возможно, лучшую компиляцию за последние 10 лет».

### Чарты
| Чарт (2019—2020)                       | Высшая позиция |
| -------------------------------------- | -------------- |
| Бельгия/Фландрия (Ultratop)            | 190            |
| Великобритания (UK Dance Albums Chart) | 5              |